# Messerschmitt Bf 163
Il Messerschmitt Bf 163, citato anche come Bayerische Flugzeugwerke Bf 163, era un aereo da ricognizione e da collegamento con caratteristiche STOL realizzato dall'azienda tedesca Bayerische Flugzeugwerke AG, poi diventata Messerschmitt AG, negli anni trenta e rimasto allo stadio di prototipo.

## Storia del progetto
Nel luglio 1935 il Reichsluftfahrtministerium (RLM), il ministero che nel periodo hitleriano sovraintendeva l'intera aviazione tedesca, emise una specifica per la fornitura di un velivolo con caratteristiche STOL da utilizzarsi nel ruolo di aereo da collegamento e ricognizione. Il modello doveva anche rispondere alle esigenze di aerocooperazione con l'esercito con compiti di osservazione e supporto all'artiglieria. La motorizzazione imposta era un 8 cilindri a V invertita, un Argus As 10 o un Hirth HM 508.
Al bando, oltre alla Bayerische Flugzeugwerke, partecipò anche la Gerhard-Fieseler-Werke la quale presentò il progetto di quello che diventerà il famoso aereo STOL Fieseler Fi 156 Storch, la Focke-Wulf Flugzeugbau AG con l'autogiro Fw 186 e la Siebel Flugzeugwerke con il suo Si 201.
Il progetto venne affidato a Robert Lusser il quale decise di ottenere collaborazione per lo sviluppo alla Rohrbach GmbH a Berlino, la quale aveva già un contratto per la produzione di velivoli per conto della Weser-Flugzeugbau GmbH (Weserflug). Tutto questo, assieme ad una particolarità tecnica adottata, determinò dei ritardi nei tempi di realizzazione pratica del primo esemplare.
Il primo ed unico prototipo terminato, denominato Bf 163 V1 ed immatricolato D-IUCY, venne portato in volo per la prima volta il 19 febbraio 1938 ma, pur dotato delle caratteristiche richieste, alla fine delle prove comparative la commissione esaminatrice del Reichsluftfahrtministerium preferì lo Storch in quanto velivolo più moderno e versatile. Di conseguenza il progetto del Bf 163 venne abbandonato prima di aver completato il Bf 163 V2, il secondo esemplare già in fase di costruzione.
In seguito, con una decisione rara nel panorama delle riassegnazioni dei numeri dei modelli da parte dell'RLM, il 163 venne riassegnato alla stessa azienda, pur con la nuova denominazione Messerschmitt AG e con il corrispondente suffisso Me, andando ad identificare il caccia a propulsione a razzo Messerschmitt Me 163.

## Tecnica
Il Bf 163 aveva un aspetto simile al Fi 156 che poi avrebbe vinto il confronto; monoplano, monomotore, struttura interamente metallica, ala alta a parasole e carrello particolarmente alto.
La fusoliera, a sezione ovale, era di dimensioni particolarmente contenute e caratterizzata da un unico abitacolo aperto a due posti in tandem, l'anteriore dotato di ampia finestratura protettiva per il pilota ed il posteriore per l'osservatore. Posteriormente terminava in un impennaggio tradizionale monoderiva dotato di piani orizzontali controventati.
L'ala era l'elemento caratterizzato dalla maggior sperimentazione tecnologica. Montata alta a parasole e collegata alla fusoliera da montanti obliqui ed una struttura tubolare centrale, era munita di un dispositivo che ne permetteva di variare l'incidenza in volo permettendo di mantenere un assetto della fusoliera il più possibile parallelo al terreno. Sul bordo d'attacco alare erano presenti ipersostentatori (slat) che aumentavano sensibilmente le prestazioni in fase di decollo ed atterraggio.
Il carrello era triciclo convenzionale, fisso, dotato anteriormente di lunghe gambe di forza ammortizzate ed integrato posteriormente da un ruotino di appoggio. La propulsione era affidata, soluzione adottata anche da tutti gli altri progetti concorrenti, ad un motore Argus As 10 C, un 8 cilindri a V rovesciata di 90° capace di erogare la potenza di 240 PS (177 kW).

## Utilizzatori
Germania
- Luftwaffe